# Leonel Rivas
Leonel Rivas (Rosario, 4 dicembre 1998) è un calciatore argentino, centrocampista del Defensores (VR).

## Caratteristiche tecniche
È un trequartista.

## Carriera
Cresciuto nelle giovanili del Rosario Central, ha esordito in prima squadra il 27 novembre 2016 in occasione del match pareggiato 1-1 contro l'Olimpo.

## Statistiche

### Presenze e reti nei club
Statistiche aggiornate al 16 marzo 2018.
| Stagione        | Squadra         | Campionato      | Campionato | Campionato | Coppe nazionali | Coppe nazionali | Coppe nazionali | Coppe continentali | Coppe continentali | Coppe continentali | Altre coppe | Altre coppe | Altre coppe | Totale | Totale | Totale |
| Stagione        | Squadra         | Comp            | Pres       | Reti       | Comp            | Pres            | Reti            | Comp               | Pres               | Reti               | Comp        | Pres        | Reti        | Pres   | Reti   |        |
| --------------- | --------------- | --------------- | ---------- | ---------- | --------------- | --------------- | --------------- | ------------------ | ------------------ | ------------------ | ----------- | ----------- | ----------- | ------ | ------ | ------ |
| 2016-2017       | Rosario Central | PD              | 8          | 0          | CA              | 1               | 0               |                    | -                  | -                  |             | -           | -           | 9      | 0      |        |
| 2017-2018       | Rosario Central | PD              | 3          | 0          | CA              | 0               | 0               |                    | -                  | -                  |             | -           | -           | 3      | 0      |        |
| Totale carriera | Totale carriera | Totale carriera | 11         | 0          |                 | 1               | 0               |                    | -                  | -                  |             | -           | -           | 12     | 0      |        |

## Palmarès

### Club

#### Competizioni nazionali
- Copa Argentina: 1

Rosario Central: 2017-2018